# Коламбус-Гроув (Огайо)
Коламбус-Гроув (англ. Columbus Grove) — селище (англ. village) в США, в окрузі Патнем штату Огайо. Населення — 2160 осіб (2020).

## Географія
Коламбус-Гроув розташований за координатами 40°55′6″ пн. ш. 84°3′37″ зх. д. / 40.91833° пн. ш. 84.06028° зх. д. (40.918442, -84.060202).  За даними Бюро перепису населення США в 2010 році селище мало площу 2,81 км², з яких 2,80 км² — суходіл та 0,01 км² — водойми.

## Демографія
Згідно з переписом 2010 року, у селищі мешкало 2137 осіб у 858 домогосподарствах у складі 594 родин. Густота населення становила 760 осіб/км².  Було 916 помешкань (326/км²).
Расовий склад населення:
| - 94,2 % — білих - 0,8 % — чорних або афроамериканців - 0,6 % — корінних американців - 0,2 % — азіатів - 1,8 % — осіб інших рас |

До двох чи більше рас належало 2,3 %. Частка іспаномовних становила 4,8 % від усіх жителів.
За віковим діапазоном населення розподілялося таким чином: 27,7 % — особи молодші 18 років, 56,5 % — особи у віці 18—64 років, 15,8 % — особи у віці 65 років та старші. Медіана віку мешканця становила 37,1 року. На 100 осіб жіночої статі у селищі припадало 94,4 чоловіків;  на 100 жінок у віці від 18 років та старших — 90,9 чоловіків також старших 18 років.
Середній дохід на одне домашнє господарство  становив 56 819 доларів США (медіана — 46 354), а середній дохід на одну сім'ю — 64 894 долари (медіана — 58 438). За межею бідності перебувало 8,7 % осіб, у тому числі 11,0 % дітей у віці до 18 років та 2,1 % осіб у віці 65 років та старших.
Цивільне працевлаштоване населення становило 907 осіб. Основні галузі зайнятості: виробництво — 26,9 %, освіта, охорона здоров'я та соціальна допомога — 22,7 %, мистецтво, розваги та відпочинок — 10,0 %, роздрібна торгівля — 7,5 %.

## Персоналії
- Дін Джаггер (1903 -1991) — американський актор.